# Sanidis
Sanidis (griechisch Σανίδης) war ein griechischer Sportschütze, der an den Olympischen Sommerspielen 1896 teilnahm. Er trat im Wettbewerb mit der Dienstpistole an, bei dem er vorzeitig aufgab. 